# Monika Langthaler

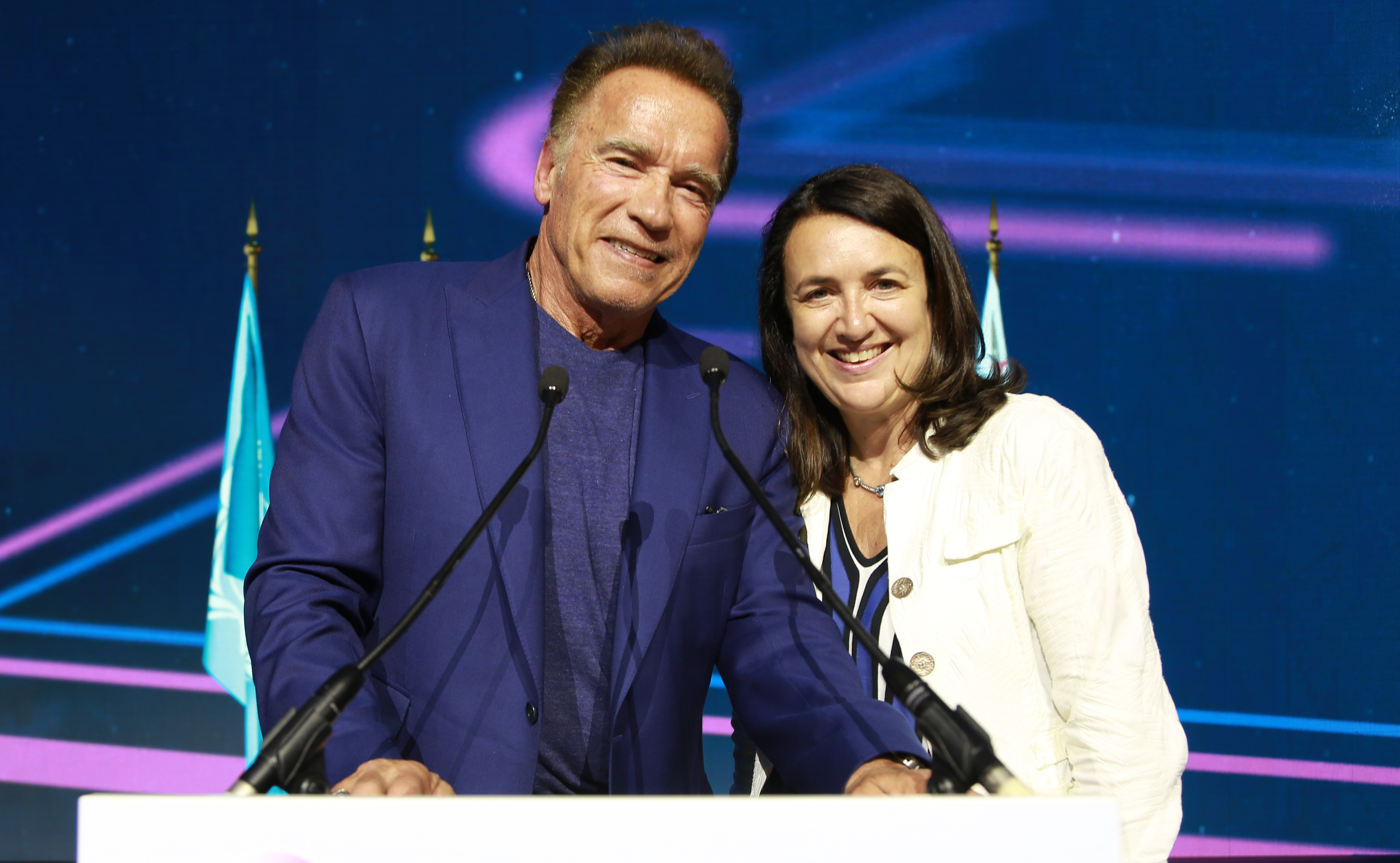
Gemeinsam für mehr Klimaschutz: Monika Langthaler und Arnold Schwarzenegger bei der Klimakonferenz Austrian World Summit in Wien (2019).

Monika Langthaler (* 11. September 1965 in Wilhelmsburg) ist eine österreichische Ökologin und ehemalige Grünen-Abgeordnete zum Österreichischen Nationalrat. Seit dem Jahr 2000 ist sie als geschäftsführende Gesellschafterin eines Beratungsunternehmens tätig. Zudem leitet und organisiert Langthaler seit 2017 als Direktorin die internationale Klimakonferenz Austrian World Summit-The Schwarzenegger Climate Initiative.

## Leben
Monika Langthaler wurde in Wilhelmsburg in Niederösterreich geboren. 1983 maturierte sie am Gymnasium in St. Pölten und begann noch im selben Jahr ihr Studium am Kolleg für Technische Chemie in Wien, das sie 1986 abschloss. 1999 absolvierte sie zudem das Masterstudium „Environmental Management“ am Wye College der University of London.
Nach drei Jahren als wissenschaftliche Mitarbeiterin am Österreichischen Ökologie-Institut, widmete sich Langthaler zunehmend der Politik und zog 1990 mit 25 Jahren als damals jüngste Abgeordnete der zweiten Republik für die Grünen in den Nationalrat ein. Sie vertrat die Partei im Umwelt- sowie im Wirtschaftsausschuss und war als Bundesvorstandsmitglied, Umweltsprecherin, Energiesprecherin und Telekommunikationssprecherin tätig.
Für Aufsehen sorgte Langthalers fünfeinhalbstündige Nationalratsrede im Jahr 1993, als sie gemeinsam mit den Abgeordneten Madeleine Petrovic und Marijana Grandits für eine der längsten Sitzungen in der Zweiten Republik (38 Stunden) sorgte. Ziel dieses erstmaligen Filibusterns im österreichischen Nationalrat war, eine geplante Änderung des Tropenholzgesetzes, mit der die Kennzeichnungspflicht von Tropenholzprodukten abgeschafft werden sollte, möglichst lange hinauszuzögern. Während solch parlamentarische Instrumente in Großbritannien oder den USA nichts Neues waren, sorgte die Filibuster-Taktik der Grünen Abgeordneten im Jahr 1993 auch international für Schlagzeilen. Als Konsequenz wurde im Geschäftsordnungsgesetz des österreichischen Nationalrats die Redezeit für Abgeordnete auf maximal 40 Minuten, 1996 dann auf 20 Minuten begrenzt.
1998 war Langthaler offizielle Vertreterin und Sprecherin der parlamentarischen Versammlung des Europarates bei der UN-Konferenz „Umwelt für Europa“ (UN/ECE) in Aarhus, in deren Rahmen die Aarhus Konventionen beschlossen wurden. Zwei Jahre später zog sich Langthaler aus der Politik zurück und gründete ein Beratungsunternehmen.
Im Jahr 2012 lernte Langthaler den ehemaligen Gouverneur von Kalifornien Arnold Schwarzenegger kennen, der sich nach seiner politischen Tätigkeit vermehrt für konkrete Klimaschutzmaßnahmen zu engagieren begann. 2013 organisierte sie für ihn und seine noch junge Klimaschutzorganisation R20 Regions of Climate Action deren erste Konferenz in Wien.
Seit 2017 leitet und organisiert Langthaler als Direktorin den Austrian World Summit mit Arnold Schwarzenegger in Wien. Die international hochrangige Klimaschutzkonferenz steht unter dem Ehrenschutz des österreichischen Bundespräsidenten Alexander Van der Bellen. 2019 wurde der Austrian World Summit um die Open-Air-Veranstaltung Climate Kirtag erweitert, bei deren Premiere Gäste wie Greta Thunberg, Aksel Lund Svindal oder Conchita Wurst auftraten und vor 10.000 Gästen am Wiener Heldenplatz für mehr Klimaschutz appellierten.
Seit 2019 steht die Klimakonferenz unter dem Namen der neuen Initiative Austrian World Summit – The Schwarzenegger Climate Initiative. Der in Wien ansässige Verein hat das Ziel, Bewusstsein für die Dringlichkeit der Bewältigung der Klimakrise zu schaffen, bereits funktionierende Lösungen vor den Vorhang zu holen sowie als „Matchmaker“ potenzielle Akteure für die rasche Umsetzung nachhaltiger Projekte zu verbinden.

## Funktionen
- Seit 2019: Vorstandsmitglied der neuen Austrian World Summit – The Schwarzenegger Climate Initiative
- Seit 2017: Direktorin und Organisatorin des jährlichen Austrian World Summit[7] in Wien
- Seit Mai 2014: Mitglied im Aufsichtsrat der Allianz Elementar Versicherungs-AG, seit 2019 stellvertretende Aufsichtsratsvorsitzende
- Seit 2012: Kooperationspartner R20 Regions of Climate Action[8] in Austria
- Seit 2011: Mitglied des wissenschaftlichen Beirats der Denkfabrik Academia Superior.
- Seit 2010: Vorstandsmitglied „Friends Of Education Africa in Austria“[9]
- Seit 2009: Vorstandsmitglied und Vizepräsidentin des „Ökosozialen Forum“

## Frühere Tätigkeiten
- Vorstandsmitglied der Internet Service Providers Assoziation (ISPA)[10]

## Politische Tätigkeiten
- Landesparteiorganisation Niederösterreich, 1990–1993
- Mitglied des Bundesvorstandes der Grünen, 1994
- Abgeordnete zum Nationalrat, 5. November 1990 – 28. Oktober 1999 (18.–20. Gesetzgebungsperiode)

## Auszeichnungen
- 1999: Großes Goldenes Ehrenzeichen für Verdienste um die Republik Österreich[11]